# Municipio de Jim Fork
El municipio de Jim Fork (en inglés: Jim Fork Township) es un municipio ubicado en el condado de Sebastian en el estado estadounidense de Arkansas. En el año 2010 tenía una población de 1000 habitantes y una densidad poblacional de 24,18 personas por km².

## Geografía
El municipio de Jim Fork se encuentra ubicado en las coordenadas 35°6′32″N 94°20′41″O / 35.10889, -94.34472. Según la Oficina del Censo de los Estados Unidos, el municipio tiene una superficie total de 41.35 km², de la cual 40.61 km² corresponden a tierra firme y (1.8%) 0.74 km² es agua.

## Demografía
Según el censo de 2010, había 1000 personas residiendo en el municipio de Jim Fork. La densidad de población era de 24,18 hab./km². De los 1000 habitantes, el municipio de Jim Fork estaba compuesto por el 93.2% blancos, el 0.2% eran afroamericanos, el 1% eran amerindios, el 0.3% eran asiáticos, el 0.2% eran isleños del Pacífico, el 1.4% eran de otras razas y el 3.7% pertenecían a dos o más razas. Del total de la población el 3.6% eran hispanos o latinos de cualquier raza.